# Diocèse de Nevers
Le diocèse de Nevers a été érigé au VIe siècle. Il est rattaché à la province ecclésiastique de Dijon.
Depuis le 16 mars 2024, Grégoire Drouot est évêque de Nevers.

## Histoire du diocèse
Le premier évêque de Nevers est saint Eulade (503-516 ou 517) qui fit ériger, à l’emplacement de la cathédrale actuelle, un oratoire dédié aux saints Gervais et Protais, les premiers saints patrons du diocèse.
Saint Jérôme devint évêque de Nevers en 795. Très délabrée, la cathédrale fut reconstruite grâce à Charlemagne en 802 et dédiée à saint Cyr et sainte Julitte, nouveaux saints patrons.
Au XIe siècle furent érigés de nombreux monastères et prieurés. C’est également à cette époque que de nombreuses paroisses furent créées. À la fin du XIIIe siècle le diocèse en comptait 258. 
Au XVIe siècle, pendant les guerres de Religion, l’évêque Jacques Paul Spifame, embrassa la doctrine calviniste et s’exila. De nombreuses profanations, pillages et incendies eurent lieu jusqu’à la paix de Saint-Germain-en-Laye (août 1570) qui ramena la sérénité au prix de l’abandon aux protestants de la citadelle de La Charité-sur-Loire. L’évêque Eustache de Chery fonda le premier séminaire dans l’abbaye Saint-Martin de Nevers.
Au XVIIe siècle les nouveaux ordres religieux viennent s’installer à Nevers : capucins, minimes, oratoriens, carmélites, visitandines, ursulines, carmes et sœurs de la Charité.
La Révolution française marqua profondément le diocèse. L'évêque Louis-Jérôme de Suffren dut s’exiler en Italie où il mourut. Guillaume Tollet, curé de Vandenesse, fut élu évêque constitutionnel de la Nièvre en 1791 et le resta jusqu’au Concordat de 1801 qui vit la disparition du diocèse, rattaché au nouveau diocèse d’Autun.
Le Concordat du 11 juin 1817 vit le rétablissement du diocèse de Nevers avec à sa tête Jean-Baptiste Millaux qui érigea un grand séminaire à Nevers, puis deux ans après, un petit séminaire à Moulins-Engilbert. En 1869 la population du diocèse était de 342 773 habitants, le nombre de cures de 34 avec 270 succursales.
Avec la loi de séparation du 9 septembre 1905 le diocèse perdit son évêché et ses séminaires. En 1924, l'évêque Chatelus inaugura un nouveau grand séminaire sur la butte des Montapins. Il deviendra en 1961 la maison diocésaine, puis, avec Moutel, la maison du diocèse en 1995. En 1929, il inaugurait le petit séminaire qui deviendra « foyer-séminaire » dans les années 1970 et enfin lycée Saint-Joseph en 1994. 
En 1987, l’évêque Jean Streiff réforma les paroisses rurales, puis son successeur, Michel Moutel, en 1992, le doyenné de Nevers, aboutissant ainsi à 63 paroisses. Francis Deniau est évêque du 4 octobre 1998 à août 2011. En raison de la diminution du nombre de prêtres, il réorganisa le fonctionnement des paroisses en créant six groupements de paroisses ayant à leur tête un curé modérateur entouré de curés in solidum installés dans certaines paroisses du groupement. 
En 2016, le diocèse fête les 150 ans de l'arrivée de sainte Bernadette de Lourdes au Couvent des Sœurs de la Charité de la ville de Nevers. À cette occasion, de nombreux événements sont organisés pendant toute l'année 2016.

Logo du diocèse de Nevers.

Le logo du diocèse est constitué d'une croix dont les trois couleurs représentent chacune une partie du diocèse :
- la région de Nevers représentée en jaune, une des couleurs de la ville ;
- la vallée de la Loire, en bleu ;
- la partie rurale, en vert.

## Découpage administratif
Les limites du diocèse de Nevers sont celle du département de la Nièvre. Il comprend 63 paroisses réparties en 6 groupements de paroisses :
- Morvan-Bazois (Château-Chinon, Châtillon-en-Bazois, Luzy, Montsauche-les-Settons, Moulins-Engilbert, Ouroux-en-Morvan, Saint-Honoré-les-Bains, Saint-Saulge) ;
- Nevers-Nord (Coulanges-lès-Nevers, Fourchambault-Garchizy-Marzy, Guérigny, Pougues-les-Eaux, Prémery, Saint-Benin-d'Azy, Sainte-Bernadette-du-Banlay, Varennes-Vauzelles) ;
- Nevers-Sud (Challuy, Imphy, Nevers-Centre, Notre-Dame-de-Lourdes, Notre Dame d'Entre Loire et Allier, Saint-Éloi, Saint-Joseph-des-Montôts, Saint-Lazare) ;
- Val de Loire (Châteauneuf-Val-de-Bargis, Cosne-Cours-sur-Loire, Donzy, Entrains-sur-Nohain, La Charité-sur-Loire, Neuvy-sur-Loire, Pouilly-sur-Loire, Saint-Amand-en-Puisaye, Suilly-la-Tour) ;
- Vaux d'Yonne (Brinon, Clamecy, Corbigny, Corvol-l'Orgueilleux, Dornecy, Lormes, Tannay, Varzy) ;
- Sud Nivernais '(Cercy-la-Tour, Decize, Dornes, Fours, La Machine, Lucenay-lès-Aix).

On notera la curiosité qu'était le diocèse de Bethléem dont le siège fut transféré de Bethléem, en Palestine, à l’hôpital de Panthénor, faubourg de Clamecy. Ce diocèse de taille très réduite forma une enclave entre celui d’Auxerre, dont dépendait alors Clamecy, et le diocèse voisin d’Autun, et posa des difficultés lors de la querelle janséniste.

## Statistiques
- En 1970, le diocèse comprenait 240 000 baptisés pour une population totale de 248 559 habitants (96,6 %) desservis par 242 prêtres, dont 6 réguliers. Le nombre de religieux était de 7 et de religieuses de 325.
- En 1990, le diocèse comprenait 235 000 baptisés pour une population totale de 246 000 habitants (95,5 %) desservis par 105 prêtres, dont 7 réguliers. Le nombre de religieux était de 12 et de religieuses de 233.
- En 2000, le diocèse comprenait 221 300 baptisés pour une population totale de 225 000 habitants (98,4 %) desservis par 75 prêtres, dont 9 réguliers, et 4 diacres permanents. Le nombre de religieux était de 11 et de religieuses de 192.
- En 2004, le diocèse comprenait 180 000 baptisés pour une population totale de 232 000 habitants (77,6 %) desservis par 67 prêtres, dont 7 réguliers, et 6 diacres permanents. Le nombre de religieux était de 11 et de religieuses de 202.